# Egger
Egger je priimek več znanih oseb:
- Émile Egger, francoski filolog
- Janez Friderik Egger, slovenski tiskar in politik
- Jolanda Egger, švicarska igralka
- Paul Egger, avstrijski vojaški pilot
- Rudolf Egger, avstrijski arheolog
- Sabine Egger, avstrijska alpska smučarka